# گورستان شهر باز یولو
قبرستان شهر باز یولو مربوط به دوران‌های تاریخی پس از اسلام است و در شهرستان بوئین‌زهرا، بخش آوج، روستای لجام گیر واقع شده و این اثر در تاریخ ۲۵ خرداد ۱۳۸۱ با شمارهٔ ثبت ۵۷۵۹ به‌عنوان یکی از آثار ملی ایران به ثبت رسیده است.